# Tarentola boettgeri
Tarentola boettgeri (лат.) — вид гекконов из семейства Phyllodactylidae. Эндемик Канарских островов. Видовое название дано в честь немецкого герпетолога Оскара Бёттгера (1844—1910).
Tarentola boettgeri является самым маленьким и самым тонким гекконом на Канарских островах. Его длина тела составляет менее 60 миллиметров, максимальная — не более 76 мм. Окраска тела от тёмно-коричневого до серо-коричневого цвета. В средней части спины всегда виднеется светлая продольная полоса. Небольшие бугорки на спине и хвосте гладкие или слегка заострённые. Радужина светлая серо-голубая, с металлическим блеском.
Вид распространён на островах Гран-Канария, Иерро, включая два маленьких острова на северо-западной оконечности и три острова архипелага Селваженш. Гекконы встречаются на острове Гран-Канария на высоте от 0 до 1000 метров над уровнем моря, возможно, до более чем 1500 метров над уровнем моря, на острове Иерро — до 500 метров над уровнем моря. Ящерицы населяют скалистые места обитания, иногда встречаются в домах, считаясь обычными, особенно вблизи побережья.
Биология вида до сих пор плохо изучена. Ящерицы ведут преимущественно ночной образ жизни. В террариуме на Иерро кладка яиц происходила с начала мая до начала сентября, в Гран-Канарии — с марта по август. Предположительно самки делают кладку в природе один или два раза в сезон, зарывая в песок под камни, как правило, одно, реже два яйца. О питании до сих пор нет информации. Естественный враг вида — сипуха.